# Молодые годы короля Генриха IV

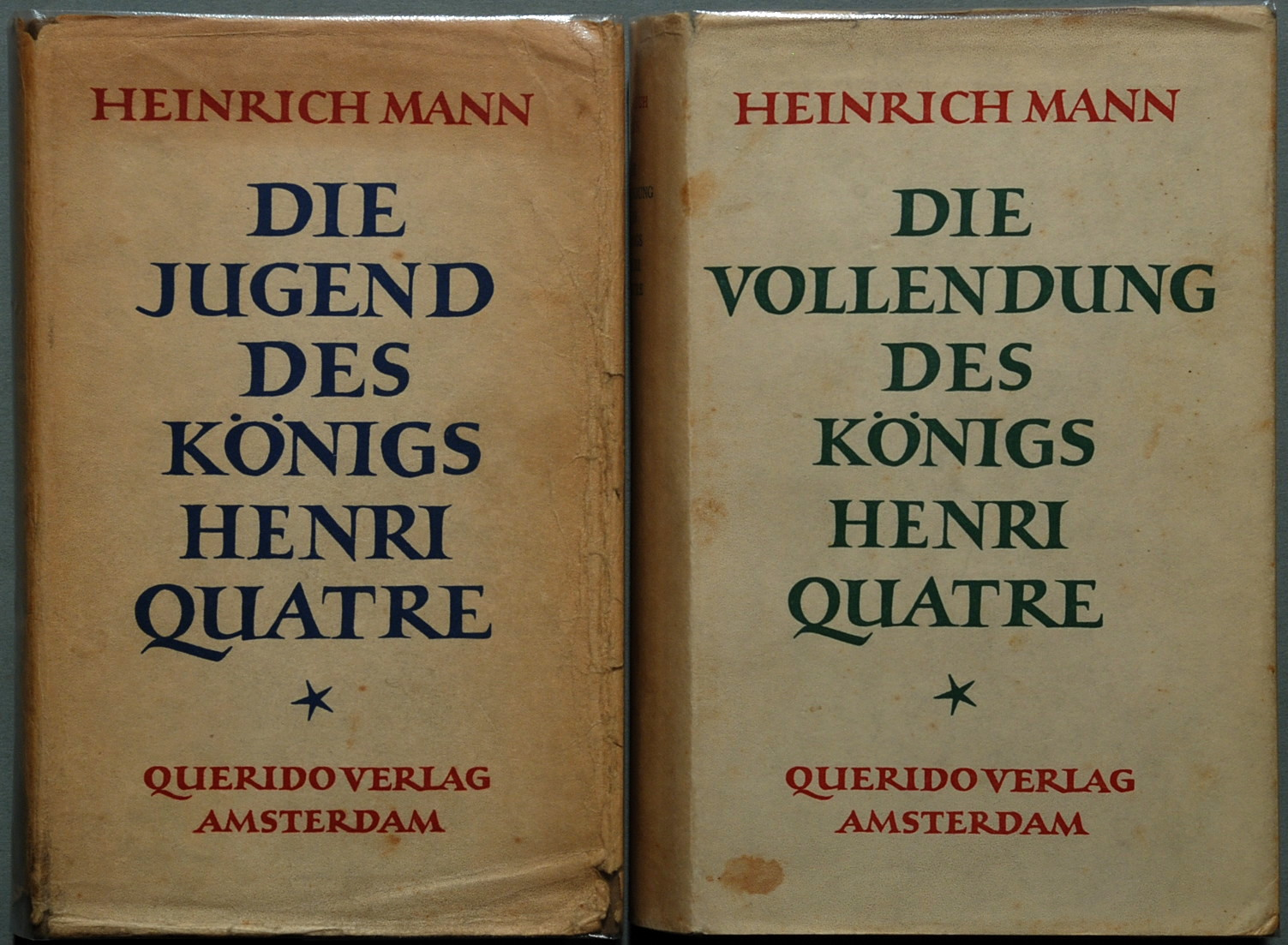
Обложки амстердамского издания (слева — «Молодые...», справа — «Зрелые годы короля Генриха IV»

«Молодые годы короля Генриха IV» или «Юность короля Генриха IV» (нем. Die Jugend des Königs Henri Quatre) — исторический роман Генриха Манна, посвященный молодости французского короля Генриха IV де Бурбона. Опубликован в 1935 году. Вместе с романом «Зрелые годы короля Генриха IV» составляет дилогию. Относится к наиболее значимым произведениям Генриха Манна.

## Сюжет
1553 год. В По рождается наваррский принц Генрих. В Пиренеях он проводит первые годы своей жизни вместе с дедом, матерью и сестрой. Вскоре после смерти своего отца Жанна отправляется со своими детьми в Париж к Екатерине Медичи. Там Генрих знакомится с юным королем Франции, Карлом IX, его братьями и сестрой. В то время, как дети играют и веселятся, Жанна и Екатерина погружаются в пучину придворных интриг, в частности, королевы вместе узнают планы Гизов. Позже в Лувре королева Наварры встречается со своим мужем и упрекает его в многочисленных изменах, а также в том, что Антуан сражается на стороне её врагов, католиков. Окончательно разочаровавшись в муже, Жанна начинает свою собственную кампанию против католической церкви и Екатерины Медичи, однако в скором времени все её планы рушатся и она отправляется в изгнание. Тем временем отец Генриха Наваррского погибает после полученного при осаде Руана ранения. Юный принц становится пленником в Париже.
Во время своего пленения Генриха всячески стараются перевести в лоно католической церкви. Он посещает Наваррский коллеж вместе с Генрихом Валуа и Генрихом Гизом. В 11 лет Генриха отправляют в большое путешествие Карла IX по Франции. В Байоне он узнает, что Екатерина в сговоре с Филиппом II хочет убить его мать и адмирала Колиньи.
По возвращении в Париж Генрих снова видится со своей матерью, которая, вернувшись из изгнания, сдалась Екатерине. Вскоре королева наваррская вместе с сыном совершила побег из Парижа, и они вернулись в Пиренеи. Когда Генриху шёл 14-й год, принц Конде и адмирал Колиньи начали новую войну против католиков. Принц погиб в одном из сражений, после чего Генрих и его кузен, сын погибшего принца, стали новыми предводителями войска гугенотов. После череды побед Наварра и Франция подписали мирный договор.
В Париже Екатерина и Карл IX решают выдать Маргариту Валуа замуж за Генриха. Несмотря на развратность принцессы Генрих согласился. Однако ко двору приехали только его мать и сестра. Жанна и Екатерина долго не могли договориться об условиях свадьбы, но в конце концов договор был согласован. Спустя некоторое время наваррский принц отправился в Париж, но по дороге к нему навстречу прибыл гонец его матери с вестью о её смерти. Генрих тяжело перенес этот удар, но решил продолжить путь, так как он подозревал, что Жанну отравила королева Екатерина.
В Париже он встретился с королевой, которая представила ему врачей, лечивших его мать. Они сообщили, что Жанна умерла от естественных причин, однако Генрих им не поверил и стал следить за королевой. У лабиринта теперь уже король наваррский встретился со своей невестой, которая пыталась его предупредить об опасности, грозившей ему со стороны её матери. Вскоре состоялась свадьба, после которой празднования не прекращались несколько дней. Концом этого празднества стало неудачное покушение на убийство адмирала Колиньи и последующая за этим Варфоломеевская ночь. Пережив резню, Генрих заверил Карла IX, что отречётся от протестантизма и станет католиком, тем самым сохранив себе жизнь. После этого началось второе пленение короля в Париже.
В плену Генрих пробыл несколько лет. В 1574 году Генрих Валуа был избран королём Польши. Во время его проводов до границы Карлу IX стало плохо, и он отправился в Венсен, где спустя немного времени умер. Генрих Валуа, не долго думая, вернулся из Польши и занял французский престол. После восшествия на престол нового короля, Генрих Наваррский и младший брат Генриха III, Франсуа д'Алансон, пытались совершить неудачный побег. В этот же период Генрих вновь встречается с герцогом Гизом, но уже как с врагом. Во время одного из их посещений церкви молодой гугенот становится свидетелем образования Католической лиги.
3 февраля 1576 года Генрих всё-таки совершает побег с выжившими после Варфоломеевской ночи друзьями: д'Обинье, дю Бартой и дю Плесси-Морнеем. По дороге они вербуют себе новых сторонников. Своей новой резиденцией король избирает Нерак. В новый двор входят не только протестанты, но и католики. Со временем Генрих вызволяет свою сестру из Парижа, но его жена бежит во Фландрию с д'Алансоном. Генрих III начинает новую войну с гугенотами под давлением Гизов. Армия короля наваррского кочует по стране, захватывая всё новые и новые города. В итоге Екатерина просит о переговорах и прибывает на них с Маргаритой, которая ещё раньше вернулась из Фландрии с братом. Франсуа умер в Париже вскоре после прибытия. Дела у супругов совсем перестали ладиться. В итоге Марго покидает мужа. Усиление Лиги заставляет короля Франции прибыть к своему противнику. На переговорах Генрих III негласно даёт понять зятю, что видит в нем наследника, поскольку его жена не может уже много лет забеременеть. В итоге короли мирятся и становятся друзьями. Тем не менее война продолжается. Генрих Наваррский в битве при Кутра наносит поражение королевским войскам, возвеличивая своё имя по всей Франции. В то же время его кузен Конде терпит поражение от лигистов и подается в бега, где и умирает.
В 1588 году Генрих III убивает герцога Гиза и его брата, кардинала Лотарингского, однако герцог Майенн успевает сбежать. Немного времени проходит и Екатерина Медичи тоже покидает этот мир. После смерти матери и убийства Генриха Гиза в Париже начинаются волнения. Король вынужден бежать в Тур, оставшиеся лигисты захватывают власть в столице. В Тур король зовёт своего друга, короля наваррского. Короли наконец заключают союз, объединяют войска и выдвигаются на Париж. Начинается осада, во время которой соблазнённый герцогиней де Монпансье монах Клеман смертельно ранит Генриха III. Теперь уже Генрих IV спешит в Сен-Клу к смертному одру своего кузена, однако при смерти последнего Валуа он не присутствует. Часть придворных Генриха III присягает на верность новому королю, однако другая часть покидает лагерь. В итоге почти всё объединенное войско королей распадается. Оставшуюся часть Генрих IV разделяет, поскольку осада Парижа со столь малочисленной армией невозможна, но нужно охранять границы королевства. С собой новый король берет около 3000 солдат и отправляется в Нормандию. Там у деревни Арк Генрих IV принял бой с герцогом Майенном, в котором армия Лиги была разбита. Так, в 36 лет закончилась молодость короля Генриха IV де Бурбона.

## Персонажи
- Генрих Наваррский — главный герой романа, король Наварры, будущий король Франции.
- Генрих III де Валуа — король Франции с 1574 по 1589 год, последний Валуа, бывший герцог д’Анжу.
- Жанна д’Альбре — королева Наварры, мать Генриха Наваррского.
- Екатерина Медичи — мать королей Генриха III и Карла IX.
- Карл IX де Валуа — предпоследний король Франции с 1560 по 1574 год.
- Екатерина де Бурбон — инфанта Наварры, единственная сестра Генриха Наваррского.
- Адмирал де Колиньи — вождь гугенотов, погиб в Варфоломеевскую ночь.
- Маршал Бирон — губернатор Гиени, ярый противник Генриха, впоследствии один из его преданнейших друзей.
- Агриппа д’Обинье — поэт-протестант, один из ближайших друзей Генриха.
- Дю Барта — поэт-протестант, также близкий друг Генриха.
- Филипп дю Плесси-Морней — близкий друг Генриха, его личный дипломат.
- Генрих Гиз — глава Католической лиги, герой практически всего населения Франции, враг последнего Валуа.
- Антуан де Бурбон — отец Генриха, король Наварры, герцог де Вандом.

## На русском языке
Роман переводили Е. И. Садовский (1937, отдельное издание 1939, под названием «Юность короля Генриха Четвёртого»), В. О. Станевич и Т. Л. Мотылева (1958).